# Tomohito Nishiura
 (octobre 2019).
Si vous disposez d'ouvrages ou d'articles de référence ou si vous connaissez des sites web de qualité traitant du thème abordé ici, merci de compléter l'article en donnant les références utiles à sa vérifiabilité et en les liant à la section « Notes et références ».
Tomohito Nishiura (西浦 智仁, Nishiura Tomohito) est un compositeur japonais né le 13 février 1973, il a principalement travaillé sur les jeux développés par le studio Level-5.

## Travaux
- OverBlood 2 (1998)
- Dark Cloud (2000)
- Dark Chronicle (2002)
- Rogue Galaxy (2005)
- Professeur Layton et l'Étrange Village (2007)
- Professeur Layton et la Boîte de Pandore (2007)
- Professeur Layton et le Destin perdu (2008)
- Professeur Layton et la Diva éternelle (2009)
- Professeur Layton et l'Appel du Spectre (2009)
- Professeur Layton et le Masque des miracles (2011)
- Professor Layton vs. Ace Attorney (2012)
- Professeur Layton et l'Héritage des Aslantes (2013)
- L'Aventure Layton: Katrielle et la Conspiration des millionaires (2017)

## Carrière
- Riverhillsoft de 1997 à 1998 en tant que designer sonore
- Level-5 de 1998 à 2000 en tant que compositeur et designer sonore
- Level-5 depuis 2000 comme compositeur et sound director